# Metztli

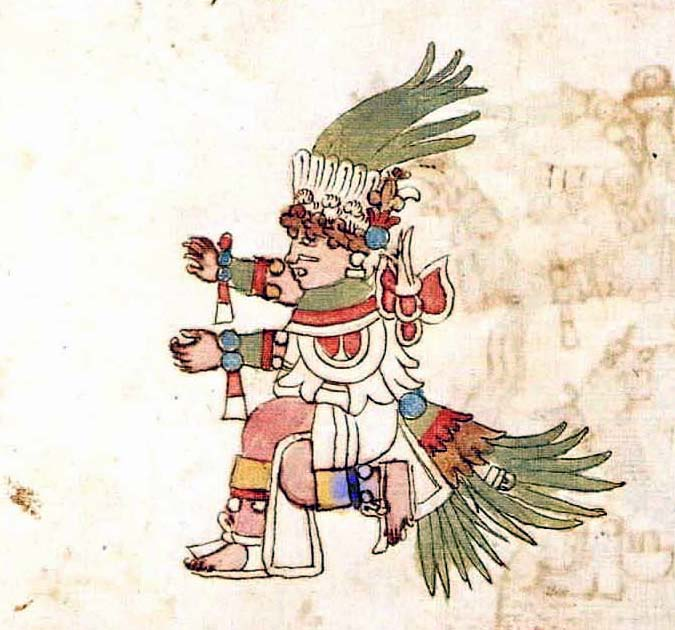
Raffigurazione di Metztli

Nella mitologia azteca Metztli o Meztli o Metzi fu un dio o una dea della luna, della notte e dei contadini. Si trattava probabilmente della stessa divinità nota come Yōhuāltécatl, Coyolxauhqui o Tecciztecatl. Come quest'ultimo temeva il sole ed il fuoco. Si fa anche riferimento a Metztli come all'umile dio dei vermi che non riuscì a sacrificare se stesso nel tentativo di diventare il sole, trasformandosi invece in luna, con la faccia annerita da un coniglio.

## Mitologia otomi
Secondo gli Otomi Metztli era la luna, la regina della notte, e probabilmente la divinità principale. Veniva chiamata la Vecchia Madre, e rappresentava contemporaneamente terra e luna. Il suo sposo, il Vecchio Padre, era il dio del fuoco. Gli Otomi contavano le fasi lunari da una luna nuova all'altra. Per loro tutti i 9 mesi erano composti da 30 giorni.

## Tracce dei Mexica
L'origine del nome Mexica deriva probabilmente da Metztli. 
Alcuni hanno descritto Metztli (sotto il nome alternativo di Mextli) come un Dio maschile guerriero alleato di Huitzilopochtli. Alcuni Aztechi si consacrarono a Mextli e divennero i Mexihcah, ovvero il "Popolo di Metztli".
Secondo gli Aztechi però il Dio che impersonificava la Luna era Tecuciztecatl (noto anche coi nomi Tecciztecatl e Tecciztli).

## Leggenda
All'inizio luna e sole era brillanti in modo equivalente. Questo non era appropriato per gli dei, ed allora uno di loro scagliò un coniglio sulla faccia della Luna, scurendola. Da quel momento è possibile distinguere l'immagine di un coniglio sulla superficie lunare. Nelle notti di luna piena è particolarmente agevole.